# Risto Kala
Risto Kala, né le 24 juillet 1941, à Helsinki, en Finlande, et mort le 25 novembre 2021 est un ancien joueur finlandais de basket-ball.